# Geraldo Pudim
Geraldo Roberto Siqueira de Souza, mais conhecido como Geraldo Pudim (Campos dos Goytacazes, 8 de março de 1960) é um político brasileiro.

## Biografia
Em 2006 Pudim foi eleito deputado federal, tendo sido o segundo deputado mais votado do estado, com 272 457 votos. Entre os trabalhos apresentados como deputado federal está a PEC 510 apresentada em agosto de 2010 e que taxa o ICMS dos derivados do petróleo na produção e não no consumo, medida essa que aumentaria a arrecadação dos estados e municípios produtores.
Em 2010 Pudim foi candidato a deputado estadual. Obteve 24.492 votos e ficou com a suplência onde assumiu a vaga em janeiro de 2013.
Em 2014 foi eleito deputado estadual com 25.881 votos pelo PR. Em 2015 é eleito para o biênio 2015/2016 para a 1ª Secretaria da Alerj, cargo executivo responsável pela gestão administrativa do parlamento.
Em 2014, foi reeleito para a Legislatura 2015-2019, com 25 881 votos. Em julho de 2015 rompe uma relação política de 30 anos com o ex-governador Anthony Garotinho por não concordar com a política praticada na administração do município de Campos dos Goytacazes administrada pela ex governadora Rosinha, voltando para o PMDB.